# Kai Wong

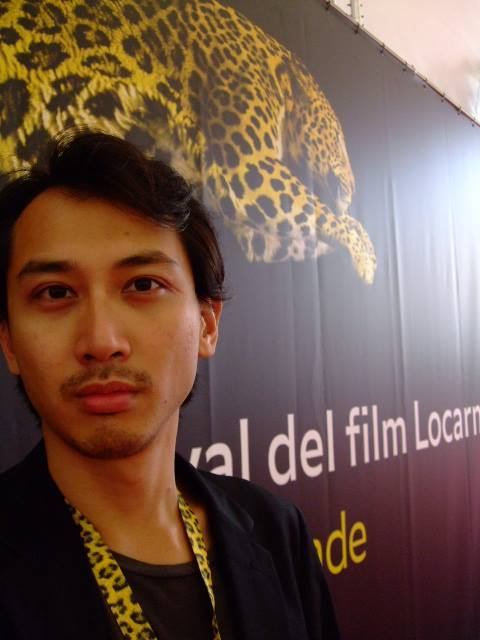
Kai Wong

Kai Wong (auch Kaï Wong; * 22. Juli 1980) ist ein US-amerikanischer Filmschauspieler und Produzent.

## Karriere
Wong wurde von Ang Lee und Sean Penn unterrichtet. Er war Produzent beim Locarno Festival 2012 (Pardo) in der Schweiz. Er spielte die Hauptrolle des Charlie im Film Hong Kong Dreaming.
Kai Wong studierte an der Stanford University, am Dartmouth College, eine Universität der Ivy League, dem Neighborhood Playhouse School of Theatre, und am  Lee Strasberg Theatre and Film Institute in New York. 

## Filmografie
- 2001: The People of New York vs. Jerry Sadowitz (eine Episode)
- 2001: Educated
- 2003: Queens Supreme
- 2003: Eine Affäre in Paris
- 2004: Die Sopranos
- 2004: Heights
- 2004: She Hate Me
- 2005: Baho
- 2007: Final Chapter in the Bible of Romance
- 2007: The Pipa Girls
- 2008: When we fall in love forever for a while Hollywood
- 2015: After Eden